# Лескова (Хорватія)
Лескова (хорв. Leskova Draga) — населений пункт у Хорватії, у Приморсько-Горанській жупанії у складі громади Равна Гора.

## Населення
Населення за даними перепису 2011 року становило 10 осіб.
Динаміка чисельності населення поселення: